# Louis Neefs
Louis Neefs, nacido Ludwig Adèle Maria Jozef Neefs, (Gierle, cerca de Amberes, 8 de agosto de 1937 - Lier, 25 de diciembre de 1980) fue un cantante y presentador belga, conocido por sus participaciones en las ediciones del Festival de la Canción de Eurovisión 1967 y 1969.

## Inicios profesionales
Neefs estudiaba dibujo técnico en la Universidad de Malinas cuando se apuntó al coro universitario y aprendió a tocar la guitarra.  Sus primeros contactos con el mundo de la música fueron por placer, pero en los últimos años de la década de los 50 formó parte del grupo Sun Spot.  Por medio de actuaciones y concursos, la voz característica de  Neefs llamó la atención del cazador de talentos Jacques Kluger, que también descubrió, entre otros a Bobbejaan Schoepen.  Kluger y Schoepen hicieron posible que Neefs firmara un contrato en 1958, grabando el primer álbum en 1960. Sus temas alcanzaron puestos en las listas de éxitos Flandes, y un éxito menor en los Países Bajos.

## Festival de la Canción de Eurovisión
En 1967, Neefs fue elegido con la canción "Ik heb zorgen" ("Tengo preocupaciones"), como representante belga en el Festival de Eurovisión que tuvo lugar el 8 de abril en Viena.  "Ik heb zorgen" acabó en séptima posición de 17 países participantes.
En 1968 ganó la I Olimpíada de la Canción de Atenas con "Iris".
En 1969, Neefs fue nuevamente elegido representante de Bélgica, con la canción "Jennifer Jennings" en el Festival de la Canción de Eurovisión 1969, celebrado en Madrid el 29 de marzo. Alcanzando por segunda vez un séptimo lugar de 16 países participantes.

## Carrera posterior
Neefs continuó grabando con éxito, el mayor éxito de su carrera lo alcanzó con "Margrietje", en 1972. También fue la voz de Thomas O'Malley en la versión holandesa de Los Aristogatos de Disney.
A la par de su carrera musial, Neefs fue presentador de televisión y radio para la cadena flamenca VRT. También participó en política, siendo concejal en Malinas.

## Fallecimiento
Neefs falleció en un accidente de tráfico en Lier el 25 de diciembre de 1980, tenía 43 años. Su esposa Liliane también falleció en el accidente. Tenían dos hijos, Ludwig y Günther; este último viajaba con sus padres pero sobrevivió y actualmente es un conocido cantante en Bélgica.
El matrimonio se encuentra enterrado en el Cementerio Comunal de Malinas. El 5 de agosto de 2007, un busto de Neefs fue colocado en su ciudad natal Gierle para conmemorar su 70.º aniversario de nacimiento.